# 平阴四山摩崖石刻
平阴四山摩崖石刻，位于山东省济南市平阴县洪范池镇，是中华人民共和国山东省文物保护单位之一。
2006年12月7日，授予山东省文物保护单位，是一座石窟寺及石刻。